# Osselait et Ossatueur
« Osselait » redirige ici. Pour l’article homophone, voir Osselet.
Osselait (カラカラ, Karakara, dans les versions originales en japonais) et son évolution, Ossatueur (ガラガラ, Garagara), sont deux espèces de Pokémon de première génération.
Issus de la célèbre franchise de médias créée par Satoshi Tajiri, ils apparaissent dans une collection de jeux vidéo et de cartes, dans une série d'animation, plusieurs films, et d'autres produits dérivés, ils sont imaginés par l'équipe de Game Freak et dessinés par Ken Sugimori. Leur première apparition a lieu au Japon en 1996, dans les jeux vidéo Pokémon Vert et Pokémon Rouge. Ces deux Pokémon sont tous du type sol et occupent respectivement les 104e et 105e emplacements du Pokédex, l'encyclopédie fictive recensant les différentes espèces de Pokémon.
La septième génération de pokemon (Pokemon Soleil, Pokemon Lune et Pokemon Ultra Soleil et Pokemon Ultra Lune) voit apparaître des Ossatueur d'alola de type spectre et feu.

## Création
Propriété de Nintendo, la franchise Pokémon est apparue au Japon en 1996 avec les jeux vidéo Pocket Monsters Vert et Pocket Monsters Rouge. Son concept de base est la capture et l'entraînement de créatures appelées Pokémon, afin de leur faire affronter ceux d'autres dresseurs de Pokémon. Chaque Pokémon possède un ou deux types – tels que l'eau, le feu ou la plante – qui déterminent ses faiblesses et ses résistances au combat. En s'entraînant, ils apprennent de nouvelles attaques et peuvent évoluer en un autre Pokémon.

### Conception graphique
La conception d'Osselait et d'Ossatueur est le fait, comme pour la plupart des Pokémon, de l'équipe chargée du développement des personnages au sein du studio Game Freak. Leur apparence est finalisée par Ken Sugimori pour la première génération des jeux Pokémon, Pokémon Rouge et Pokémon Vert, sortis à l'extérieur du Japon sous les titres de Pokémon Rouge et Pokémon Bleu,. 

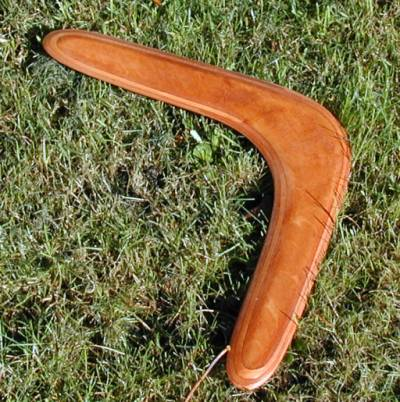
Comme les Aborigènes d'Australie, les deux Pokémon utilisent leur os comme un boomerang.

Nintendo et Game Freak n'ont pas évoqué les sources d'inspiration de ces Pokémon. Néanmoins, certains fans avancent que l'apparence d'Osselait et d'Ossateur pourrait venir des Aborigènes d'Australie qui cueillait les fruits avec un boomerang. D'autres avancent que'Osselait ressemble à un ourson.

### Étymologie
Osselait et Ossatueur sont initialement nommés Karakara (カラカラ) et Garagara (ガラガラ) en japonais. Ces noms sont ensuite adaptés dans trois langues lors de la parution des jeux en Occident : anglais, français et allemand ; le nom anglais est utilisé dans les autres traductions du jeu.
Nintendo choisit de donner aux Pokémon des noms « astucieux et descriptifs », liés à l'apparence ou aux pouvoirs des créatures, lors de la traduction des jeux ; il s'agit d'un moyen de rendre les personnages plus compréhensibles pour les enfants, notamment américains. Karakara est renommé « Cubone » en anglais, « Tragosso » en allemand et « Osselait » en français, Garagara devient « Marowak » en anglais, « Knogga » en allemand et « Ossatueur » en français. Selon IGN, les noms anglais sont des mots-valises composés, respectivement, des mots anglais « cute » (mignon en français) et « bone » (os), et de « bone marrow » et « whack » (donner un grand coup). Selon Pokébip, les noms français sont également des mots-valises composés d'« osselet » et « lait », et d'« ossature » et « tueur ».
À l'origine les deux Pokémon devaient s'appeler en anglais « Orphon » et « Guardia ». Mais les noms n'ont pas été retenus.

## Description
Ces deux Pokémon sont l'évolution l'un de l'autre : Osselait évolue en Ossatueur. Dans les jeux vidéo, cette évolution survient en atteignant le niveau 28,.
Comme pratiquement tous les Pokémon, ils ne peuvent pas parler : lors de leurs apparitions dans les jeux vidéo tout comme dans la série d'animation, ils ne peuvent pas parler et ne sont seulement capables de communiquer verbalement en répétant les syllabes de leur nom d'espèce en utilisant différents accents, différentes tonalités, et en rajoutant du langage corporel.

### Osselait
Osselait est un Pokémon de type sol ayant l'attribut « Solitaire ». Il cherche dans les carcasses un os qu'il utilisera comme massue. Il pleure s'il a faim, froid ou soif mais peut être redoutable en combat. Personne n'a jamais vu son vrai visage. Il a un cri assez plaintif. Il mesure 0,4 m et pèse 6,5 kg. Il vit près en milieu montagneux. Il porte le numéro national 104.

### Ossatueur

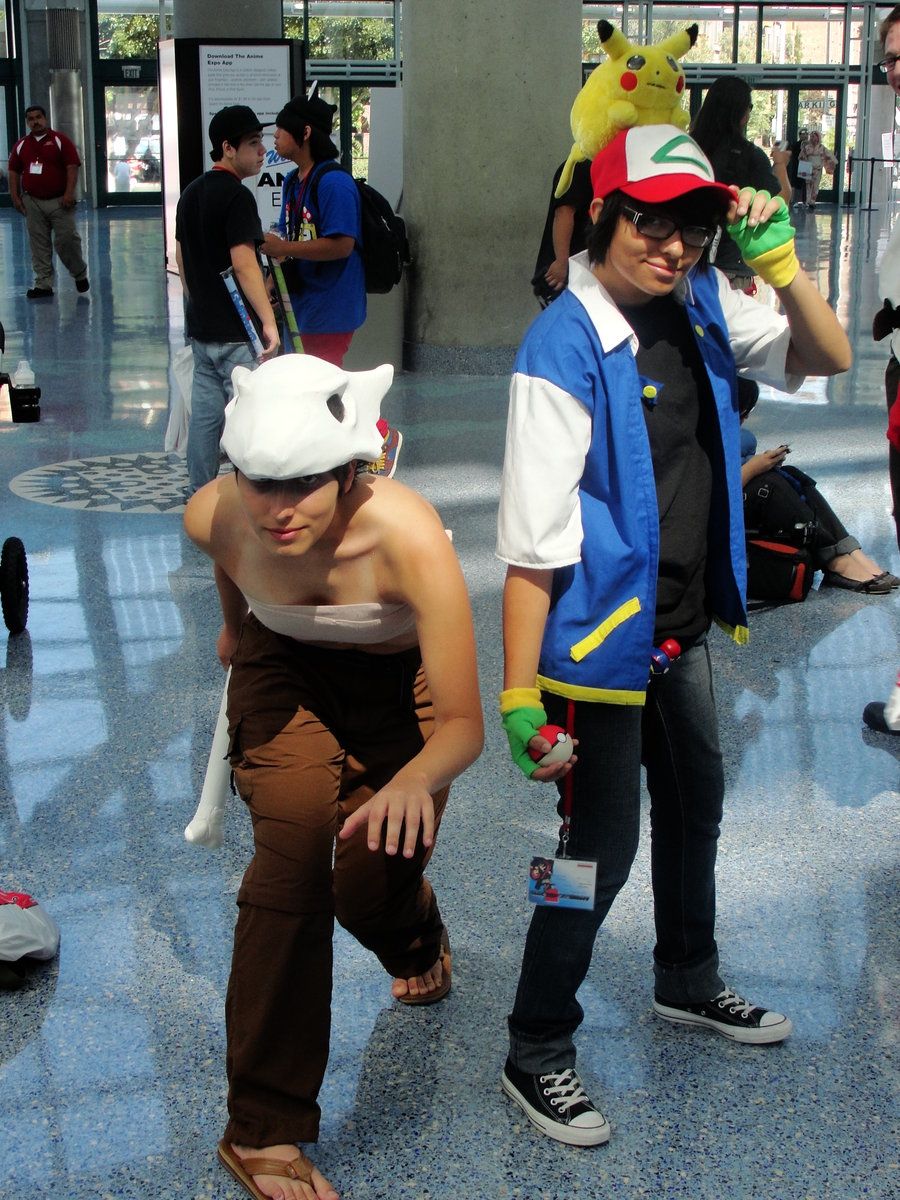
Cosplay d'Ossatueur (à gauche).

Ossatueur est un Pokémon de type sol ayant l'attribut « Gard'os ». Il était autrefois très faible. Quand il a appris à se servir d'os, il est devenu fort et craint. Il peut s'en servir pour assommer ses ennemis. Il peut aussi s'en servir comme d'un boomerang. Son crâne est tout en os, sauf ses yeux. Il mesure un mètre et pèse 46 kg. Il est plus rare qu'Osselait. Il est très bon en combat. Il porte le numéro national 105.
Comme dit plus, avec l'arrivée de la septième génération, Ossatueur s'est  vu attribuer une forme dite forme d'alola.
Sous cette forme, Ossatueur est appelé Ossatueur d'alola et est de type spectre et feu. Sa description est la suivante:
Les Ossatueur d’Alola aiment ramasser des os, mettre le feu aux deux extrémités en les frottant contre leur front, et les faire tourner à toute vitesse. La rareté et la danse lugubre de ces Pokémon leur ont valu une triste réputation de sorciers, inspirant la crainte aux habitants d’Alola.
La région d’Alola est riche en Pokémon de type Plante, ennemis naturels des Ossatueur et des Osselait. Dans cet environnement hostile, ils ont dû apprendre à vivre en groupes soudés, et ont développé une sorte de sixième sens qui, peu à peu, a modifié leur apparence.
Les Ossatueur d'Alola peuvent tirer des boules de feu en agitant leur os... Une attaque particulièrement impressionnante ! Les projectiles ne sont pas très puissants, mais ils poursuivent l’ennemi sans relâche.

## Apparitions

### Jeux vidéo
Osselait et Ossatueur apparaissent dans la série de jeux vidéo Pokémon. D'abord en japonais, puis traduits en plusieurs autres langues, ces jeux ont été vendus à plus de 200 millions d'exemplaires à travers le monde. Ils font leur première apparition le 27 février 1996, dans les jeux japonais Pocket Monsters Aka (ポケットモンスター 赤, Poketto Monsutā Aka, Pocket Monsters Rouge) et Pocket Monsters Midori (ポケットモンスター 緑, Poketto Monsutā Midori, Pocket Monsters Vert) (remplacé dans les autres pays par la version Bleue). Depuis la première édition de ces jeux, Osselait et Ossatueur sont réapparus dans les versions jaune, or, argent, cristal, rouge feu, vert feuille, diamant, perle et platine.
Il est possible d'avoir un œuf d'Osselait en faisant se reproduire deux Pokémon dont au moins un Osselait ou un Ossatueur femelle. Cet œuf éclot après 5 120 pas, et un Osselait de niveau 5 en sort. Osselait et Ossatueur appartiennent au groupe d'œuf monstre et ont pour capacités « Tête de roc », « Paratonnerre » et « Armurbaston ».

### Série télévisée et films
La série télévisée Pokémon et les films qui en sont issus narrent les aventures d'un jeune dresseur de Pokémon du nom de Sacha, qui voyage à travers le monde pour affronter d'autres dresseurs ; l'intrigue est souvent distincte de celle des jeux vidéo. Osselait fait sa première apparition dans l'épisode L'École crève-cœur. Dans cet épisode, après avoir battu le Staross d'Ondine avec un Gravalanch, la meilleure dresseuse de l'établissement fait un combat contre le Pikachu de Sacha et perd. Ossatueur apparait à l'épisode Tombé sur un os.
Osselait et Ossatueur sont également les protagonistes centraux du deuxième des quatre épisodes de la mini-série Pokémon : Les Origines, sortie en 2013 à l'occasion de la parution de Pokémon X et Y, qui reprend la trame des jeux originaux Pokémon Rouge et Bleu. Dans cet épisode, intitulé Osselait, le héros Red rencontre un Osselait mutique après la mort de sa mère et s'aventure dans la Tour Pokémon de Lavanville où il affronte un spectre qui se révèle être Ossatueur, la mère d'Osselait.

## Réception
Les lecteurs d'IGN ont élu Osselait comme le 98e Pokémon le plus populaire de la série. Jack y décrit qu'il s'agit de l'un des premiers Pokémon à avoir des attaques sur son personnage. Il explique également que le crâne sur sa tête est celui de son père mort . Quelques fans ont essayé de percer le mystère autour du crâne du Pokémon. Il pourrait s'agir du Kangourex mort dans les versions rouge et bleu,.